# Už zase skáču přes kaluže
Už zase skáču přes kaluže (en txec Torno a saltar sobre els tolls) és una pel·lícula infantil txecoslovaca del 1970 dirigida per Karel Kachyňa, basada en una novel·la de l'escriptor australià Alan Marshall.

## Argument
Alan és un nen australià d'una família pobra que viu a una granja i queda paralitzat de les cames per la poliomielitis. Tot i això, no renuncia al seu somni de muntar a cavall. Quan la malaltia el fa empitjorar el traslladen a un hospital. Alan s'adapta a la nova situació i té bon tracte amb els metges. Al cap d'uns mesos el tornen a la granja i es reincorpora a l'escola. Allí intenta fer una vida normal, fins i tot aprèn a nedar. Es va autoimposant desafiaments cada vegada més durs i finalment podrà muntar a cavall, com ell somniava.

## Repartiment
- Vladimír Dlouhý
- Michal Dlouhý
- Zdena Hadrbolcová
- Karel Hlušička
- Darja Hajská
- Vladimír Šmeral
- Josef Karlík
- Bořivoj Navrátil

## Premis
Va guanyar la Conquilla de Plata al Festival Internacional de Cinema de Sant Sebastià 1971. També va guanyar el premi a la millor pel·lícula infantil en la 20a edició dels Premis Sant Jordi de Cinematografia.